# MBT-2000
MBT-2000은 중국,파키스탄의 공동개발 주력전차(mbt)다. 다른 이름으로는 알 칼리드(Al-Khalid tank)라고도 불린다.
비교대상으로는 러시아의 T-80 주력전차를 들 수 있다.

## 개발
인도와 분쟁관계의 상황인 파키스탄은 강력한 육군력의 중심에 세울 차기 주력전차가 필요했다. 그래서 개발된게 바로 MBT-2000, 즉 알 칼리드 전차였다. 중국과 파키스탄이 공동개발한 전차로 러시아의 T-80 전차와 비교된다. 그리고 1970년대 중국군은 소련의 위협, 그리고 교체를 필요로하는 구세대의 59식 전차가 우려됐다. 따라서 1980년, NORINCO가 형성되고, 내몽고기계 그룹 공사는 새로운 탱크의 시리즈를 개발하는 임무가 주어졌다. 1990년 1월, 파키스탄에서 공동 개발 계약이 서명됐다. 엔진 마력은 1,200마력으로 러시아의 T-80과 같은 수준이었다.

## 제원
- 승무원: 3명
- 길이: 10.07 m (33.0 ft)
- 높이: 2.40 m (7.9 ft)
- 폭: 3.50 m (11.5 ft)
- 중량: 46 t(51 short tons)
- 주무장: 125 mm smoothbore gun, 39 rds
- 장전방식: 수동장전
- 부무장:  12.7 mm external AA MG, 500 rds,7.62 mm coaxial MG, 3000 rds 두정
- 엔진:  KMDB 6TD-2 6기통 디젤 1,200 hp (890 kW)
- 마력: 1,200 hp (1119 kW)
- 출력비:  26 hp/t
- 서스펜션: 토션바
- 노상속도:  72 km/h
- 항속거리: 500km

틀:현용 3세대 전차